# Bătălia de la Bautzen
Bătălia de la Bautzen, purtată în apropiere de Dresda, începută pe data de 20 mai 1813 la ora 8:30 și încheiată pe data de 22 mai 1813, spre sfârșitul zilei, a opus armata franceză condusă de Napoleon I unei armate pruso-ruse, conduse de Feldmareșalul prusac Blücher. Cele trei zile de lupte sângeroase s-au încheiat cu victoria la limită a francezilor, privați de o victorie decisivă de manevrele ezitante ale Mareșalului Ney, din data de 21, cât și de lipsa cavaleriei, decimate în urma campaniei din 1812. Pe data de 22, armata aliată, aflată în retragere, dă două lupte de ariegardă, la Reichenbach și Markersdorf, unde o ghiulea îl ucide pe generalul Kirgener, genist și îl rănește mortal pe generalul Duroc, Mare Mareșal al Palatului Imperial și apropiat al Împăratului Napoleon.